# Castillo del Tormo
El Castillo del Tormo, en el municipio de Cirat, comarca del Alto Mijares, es un castillo catalogado como Bien de Interés Cultural, por declaración genérica, no contando con anotación ministerial, aunque sí con un código identificador: 12.08.046-004, según consta en la ficha BIC de la Dirección General de Patrimonio Artístico de la Generalidad Valenciana.
Se localiza en un monte que domina una aldea que tiene el mismo nombre, El Tormo, que pertenece al término municipal de Cirat, del que dista unos 9 km aproximadamente.
Se trata de un castillo medieval, del que apenas se tienen datos concretos, salvo que parece haber sido un castillo islámico, dependiente del Castillo de Cirat, lo cual hace que su historia esté ligada a la de este último.
Actualmente sólo cabe mencionar la existencia de unos pocos restos de entre los cuales se distinguen los que podrían ser los basamentos de la torre mayor.